# Надгробни споменик Обраду Стеванчевићу у Грабу
Надгробни споменик Обраду Стеванчевићу у селу Граб (†1848) налази се на Илића-Јовичића гробљу у Грабу, Општина Лучани.

## Опис
Споменик у облику усправне плоче од сивог пешчара заобљених углова. У горњој половини источне стране уклесан је геометријски приказ удвојених крстова. На полеђини споменика, у лучном правоугаоном пољу уписан је текст епитафа. Испод су приказани јатаган и две кубуре у форми статусних симбола.
Споменик је прекривен различитим врстама лишаја. Због већег оштећења у доњој зони и бројних напрснућа прети опасност урушавања читавог површинског слоја сипког пешчара. 

### Епитаф
Текст исписан читким словима предвуковског писма гласи:
ОВДЕ ПОЧİВА РАБЪ БОЖİ ОБРАДЪ СТЕВАНЧЕВİЋЪ
ЖİВİО 40 Г. ПРЕСТАВİСЕ 1848